# Clara Garrido
Clara Garrido (Madrid, 4 maggio 1993) è un'attrice, fotografa e modella spagnola, nota per aver interpretato il ruolo di Genoveva Salmerón nella soap Una vita.

## Biografia
Clara Garrido è nata il 4 maggio 1993 a Madrid (Spagna), e oltre alla recitazione si occupa anche di reportage fotografici.

## Carriera
Clara Garrido dopo il diploma intraprende gli studi universitari di Comunicazione audiovisiva e si forma nel teatro di Juan Carlos Corazza. Nel 2011 ha fatto la sua prima apparizione nel film televisivo Dieciséis diretto da Carlos Montero. Nel 2013 ha recitato nell'opera teatrale Bodas de Sangre diretto da Antonio Hachei, nel ruolo de La Novia.
Nel 2014 ha ottenuto il ruolo di Sara nella serie televisiva Il Principe - Un amore impossibile. Nel 2014 ha recitato nell'opera teatrale After diretta da Víctor Gómez Pino.
Nel 2015 ha recitato nell'opera teatrale Hijos de Shakespeare diretto da Juan Carlos Corazza, nel ruolo di Julieta y Cordelia. Nello stesso anno ha recitato nell'opera teatrale Amantes y otros extraños diretto da Marta Balón.
Nel 2017 ha interpretato il ruolo di Ana nella serie La zona. Nel 2019 ha interpretato il ruolo di Cristina nella serie Matadero. Nel 2019 e nel 2020 ha partecipato al programma televisivo Telepasión española, in onda su La 1.
Dal 2019 al 2021 è stata scelta per interpretare il ruolo di Genoveva Salmerón nella soap opera in onda su La 1 Una vita, dove è rimasta fino alla morte del suo personaggio. Nel 2022 è apparsa in tre episodi della serie Heridas. Nello stesso anno ha recitato nella serie Entre tierras, insieme all'attrice Megan Montaner.

## Filmografia

### Televisione
- Dieciséis, regia di Carlos Montero – film TV (2011)
- Il Principe - Un amore impossibile (El Príncipe) – serie TV (2014)
- La zona – serie TV (2017)
- Matadero – serie TV (2019)
- Una vita (Acacias 38) – soap opera, 522 episodi (2019-2021)
- Heridas – serie TV, 3 episodi (2022)
- Entre tierras – serie TV (2022)

### Cortometraggi
- Proyecto Kuleshov (2014)
- Problemas del primer mundo, regia di Felipe Garrido Archanco (2016)

## Teatro
- Bodas de Sangre, diretto da Antonio Hachei (2013)
- After, diretto da Víctor Gómez Pino (2014)
- Hijos de Shakespeare, diretto da Juan Carlos Corazza (2015)
- Amantes y otros extraños, diretto da Marta Balón (2015)

## Programmi televisivi
- Telepasión española (La 1, 2019-2020)

## Doppiatrici italiane
Nelle versioni in italiano dei suoi film e delle sue serie TV, Clara Garrido è stata doppiata da:
- Federica Simonelli[23] in Una vita[24]